# Finavia

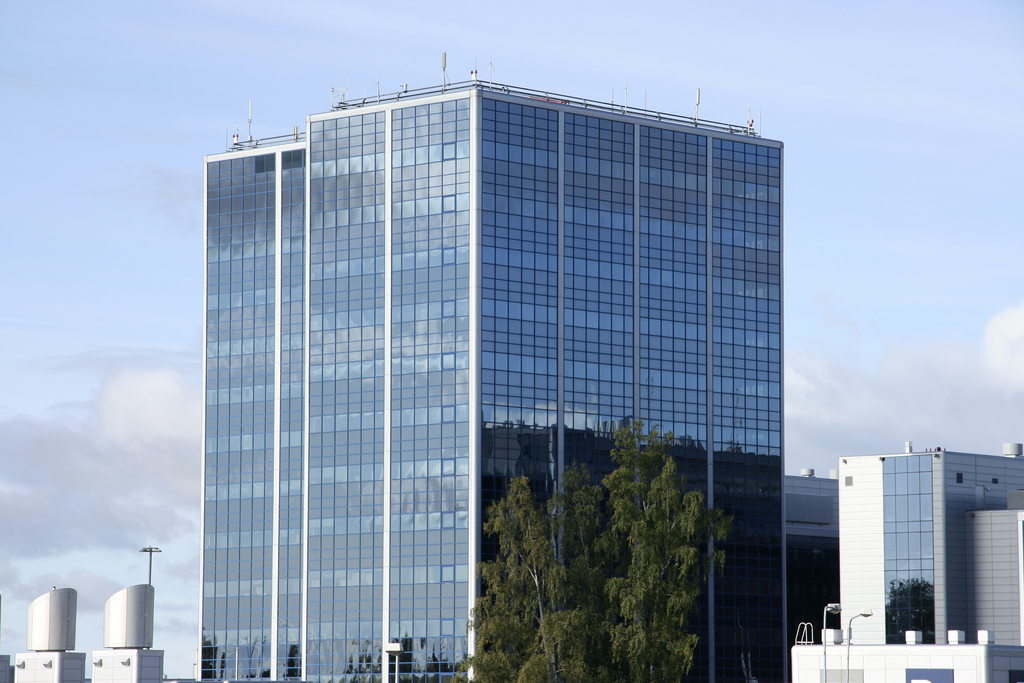
Штаб-квартира Финавиа

Finavia Corporation (фин. Finavia Oy, швед. Finavia Ab), бывшая Финляндская администрация гражданской авиации, управляет 25 аэропортами, расположенными в  Финляндии. Основная задача Финавиа - управление сетью аэропортов и навигационной системой. Потребителями услуг Финавиа являются как туристические компании, так и обычные пассажиры. Её штаб-квартира расположена в аэропорту Хельсинки-Вантаа в городе Вантаа, входящем в состав агломерации Хельсинки
Финавиа также управляет Авиа-Колледжем, который располагается  в аэропорту Хельсинки-Вантаа. В начале 2006 г. бывшая Финляндская администрация гражданской авиации была разделена на Финавиа и Управление гражданской авиации Финляндии. С сентября 2012 года на сайте Финавиа функционирует справочная система по всем аэропортам Финляндии, находящимся в её ведении.

## Аэропорты
Аэропорты, управляемые «Финавиа»:
- Аэропорт Хельсинки-Вантаа
- Аэропорт Халли
- Аэропорт Ивало
- Аэропорт Йоэнсуу
- Аэропорт Ювяскюля
- Аэропорт Каяни
- Аэропорт Кеми-Торнио
- Аэропорт Киттиля
- Аэропорт Коккола-Пиетарсаари
- Аэропорт Куопио
- Аэропорт Куусамо
- Аэропорт Мариехамн
- Аэропорт Оулу
- Аэропорт Пори
- Аэропорт Рованиеми
- Аэропорт Савонлинна
- Аэропорт Тампере-Пирккала
- Аэропорт Турку
- Аэропорт Утти
- Аэропорт Вааса

## Внешние ссылки
- Finavia
- Finavia  (фин.)
- Finavia  (швед.)